# 压缩饼干
压缩饼干（hardtack）是饼干的一种，一般由面粉、水、食盐制作。压缩饼干质地坚硬，造价低廉，保质期长。在其他易腐烂食物短缺的情况下，如长途航海、陆上迁徙和军事行动中，其被用于维持生计。从17世纪到20世纪初，压缩饼干和咸猪肉一同作为许多陆军和海军的标准口粮。

## 歷史
谷物烘焙技术和穀粉的发明大大提升了食物来源的稳定性。古埃及海员用一种高粱脆饼作食粮，古罗马人则是吃一种叫bucellatum的饼干。当英国国王理查一世参加第三次十字军东征（1189–1192）时，他的军队食用的是“棉布饼”（biskit of muslin），一种用大麦、豆粉、黑麦做成的粗粮饼干。更精致的“船长饼”（captain's biscuit）用的是精粮面粉。早期的医生认为大部分健康问题都是消化所致，所以每天吃一块饼干有益健康。
由于饼干在暴露于潮湿等天气情况时会变得更软、更好吃，当时的烘焙师都把饼干尽可能做硬，以延长保存时间。这样的硬饼干如果保持干燥，可以存放多年。长期航海用的压缩饼干需要烘焙四次，比一般的饼干多两次，并在出发前六个月准备好。这样做出的压缩饼干更乾、更坚硬，如果密封、运输得当，可以承受温度变化和严苛环境。
未湿润的压缩饼干被形容为“密实到几乎可以挡住火枪子弹”，无法食用。食用者一般是通过沾卤水、咖啡等液体软化饼干，或者干脆加水放进小锅烹饪。1588年，英國皇家海軍的每日食粮配给是一磅压缩饼干，配一加仑小啤酒（老式低醇啤酒）。1667年，塞缪尔·皮普斯首创了种类多样、营养均衡的海员食粮。
碾碎或敲碎的压缩饼干粉是新英格兰巧達濃湯（18世纪后期）的传统增稠剂。
1801年，约西亚·本特在米尔顿创办了一家食品公司，专门出售“水饼干”，一种只用面粉和水做成，在起航于波士顿港的长期航海也不会腐败的压缩饼干。这些饼干同时也在1849年加利福尼亞淘金潮的淘金者中广泛地成为一种食物来源，被装在拖车队里持续几个月跋涉。本特的压缩饼干也用于南北战争。战后，G. H. 本特公司转业专门把这些旧饼干卖给南北战争重演爱好者，直到2016年以后。
南北战争（1861–1865）时期，双方使用的是边长三英寸（7.5 cm）的压缩饼干。当时的士兵普遍认为军粮很难吃，甚至拿史蒂芬·福斯特的《艰难时刻不再来临》改编了一首《压缩饼干不再来临》。歌曲将压缩饼干描述为“陈旧还生虫”，让不少人“肚子痛”。这些压缩饼干有些是从1846–1848年的美墨戰爭开始存储的。
由于储存不当的压缩饼干经常生虫，士兵一般会将其掰碎放进咖啡。这样不但能软化饼干，更会让虫子（主要是象鼻蟲幼体）浮起。士兵会挑走虫子，把剩下的内容吃掉。有些人则是选择用枪托把饼干碾碎，然后加水。如果正好有锅，生成的糊糊可以做成一个饼；没有锅就直接放在炭火上烤。士兵还会把压缩饼干和黄糖、热水（有时还有威士忌）混在一起，当作甜品吃，美其名曰“布丁”。
维多利亚女王统治时期的皇家压缩饼干于漢普郡戈斯波特的皇家克拉伦斯食品厂使用机器制造，其上印有女王的标记，以及烘培时使用的烤炉的编号。当机器被引入到生产流程中时，面团被充分混合，并被压成约两码长、一码宽的面片，然后再被冲压成约60块六边形饼干。六边形形状的饼干能节省材料和时间成本，且较传统的圆形饼干更易包装。 压缩饼干一直是皇家海军水手的饮食重要组成部分，直到罐装食品的引进：1814年，肉罐头首次上市；1847年，罐装腌制牛肉正式成为皇家海军军粮。
1898年美西战争期间，一些军用压缩干粮被印上了“铭记缅因号”（Remember the Maine）的字样。缅因号战舰的爆炸是美西战争的导火索。